# Ángel Melgar

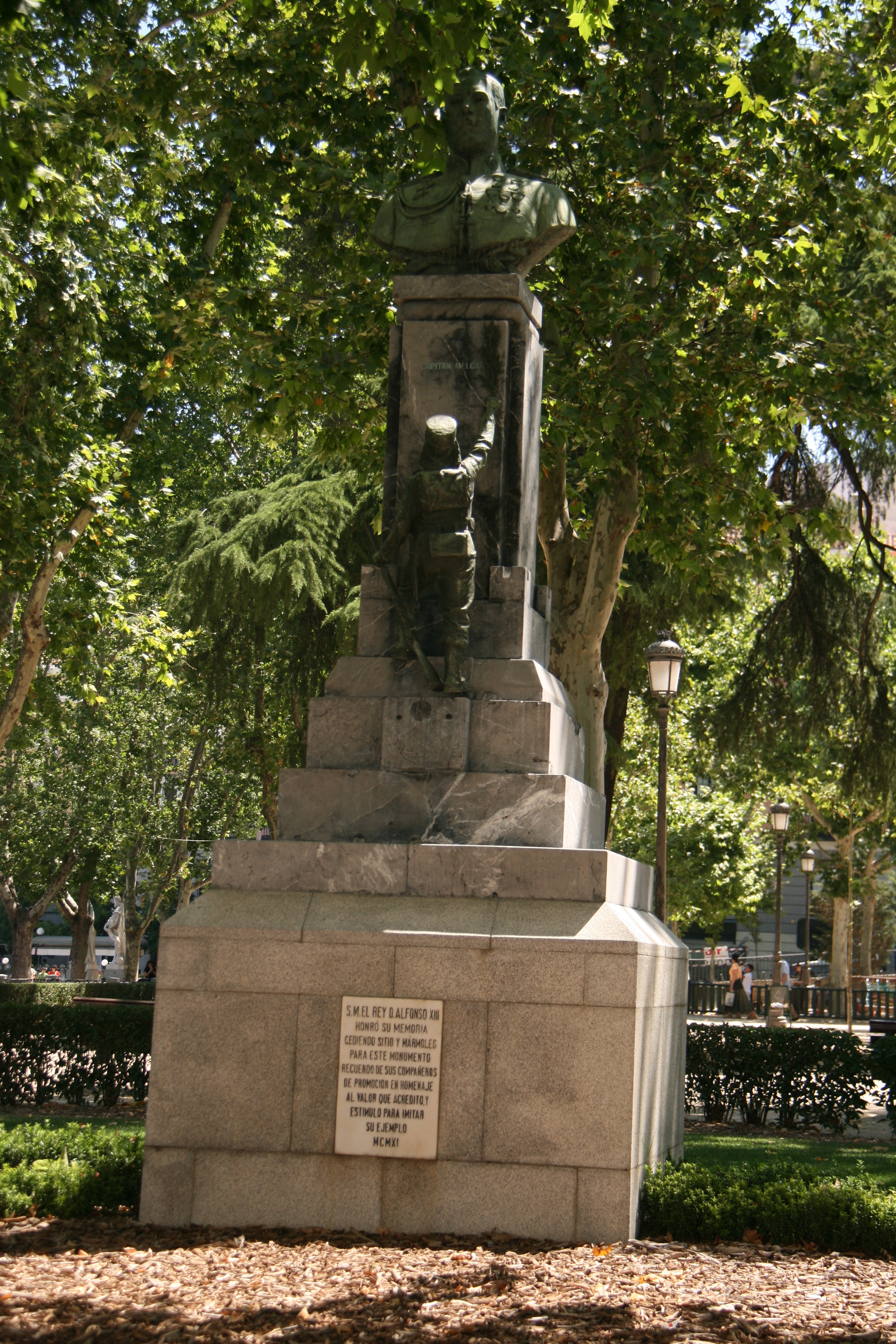
Estatua de Ángel Melgar en los Jardines de Lepanto en la plaza de Oriente de Madrid.

Ángel Melgar y Mata (El Romeral, Toledo, 1876-Melilla, 27 de julio de 1909) fue un militar español. Al ser capitán del IX Batallón de Cazadores de Arapiles, peleó en las hostilidades previas a la guerra de Melilla. Murió en 1909 durante las acciones bélicas del Desastre del Barranco del Lobo, Melilla. A título póstumo se le concedió la Cruz Laureada de San Fernando. 